# دامفو، تسیرانگ
دامفو (به لاتین: Damphu) یک منطقهٔ مسکونی در بوتان (کشور) است که در Tsirang District واقع شده‌است.
 دامفو  ۱,۶۶۶ نفر جمعیت دارد.